# Tomba TT1

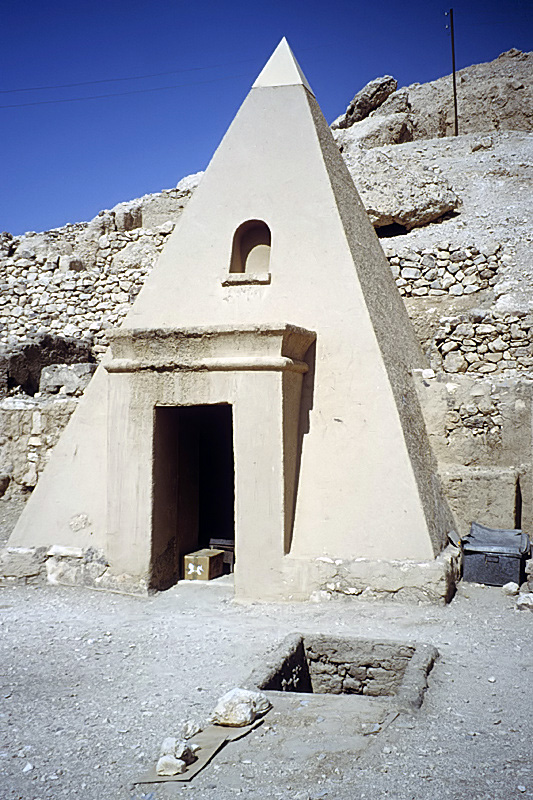
Capella amb forma de piràmide de la Tomba de Sennedjem

La Tomba tebana TT1, o tomba de Sennedjem és a la necròpoli de Deir el-Madinah, a l'oest de Luxor (Egipte). És una de les moltes tombes que es trobaren en aquesta necròpoli ubicada en una ciutat de treballadors de l'antic Egipte, anomenada també Vall dels Artesans perquè la majoria de les tombes d'aquesta necròpoli són d'obrers i artesans.

## Descobriment
La tomba, la va descobrir l'1 de febrer del 1886 l'egiptòleg català Eduard Toda i Güell, vicecònsol de l'estat espanyol al Caire, juntament amb l'egiptòleg francés Gaston Maspero. Un beduí de Sheikh Abd al-Gurnah, Salam Abu Duhi, va acudir a aquests dos egiptòlegs que rondaven per Luxor i els informà que s'havia descobert una necròpoli que no estava excavada. Immediatament la van examinar per a evitar-ne saqueigs.

## Descripció

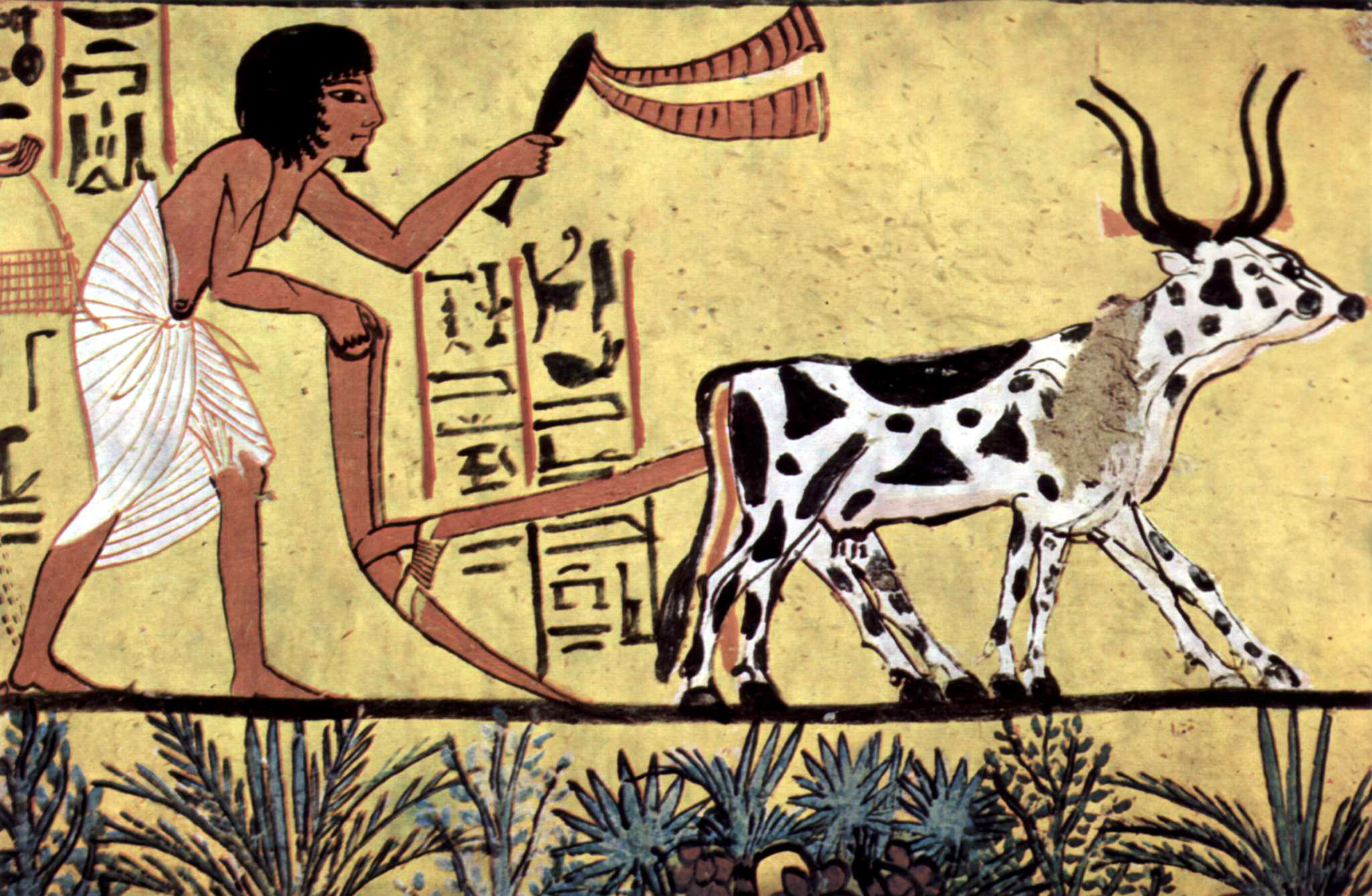
Escenes agrícoles de la tomba TT1

Les tombes de Deir al-Madinah eren en diferents terrasses de la muntanya. La tomba de Sennedjem es troba al penúltim nivell inferior de la necròpoli. La formen un pati elevat per a guanyar terreny en el desnivell de la muntanya, tres capelles en forma de piràmide i quatre pous, dels quals sols un pertany a Sennedjem.